# Вивка
Вивка — река в России, протекает по Новоржевскому и Островскому районам Псковской области. Устье реки находится в 9,2 км от устья реки Мильи по правому берегу. Длина реки — 14 км.
Есть правый приток — река Якимовская.

## Данные водного реестра
По данным государственного водного реестра России относится к Балтийскому бассейновому округу, водохозяйственный участок реки — Великая. Относится к речному бассейну реки Нарва (российская часть бассейна).
Код объекта в государственном водном реестре — 01030000112102000028441.